# Мигуты
Мигуты — хутор в Каневском районе Краснодарского края.
Входит в состав Стародеревянковского сельского поселения.

## География

### Улицы
- ул. Длинная,
- ул. Казачья,
- ул. Кузнечная,
- ул. Малая,
- ул. Охотничья,
- ул. Северная.

## Население
| 2002 | 2010 |
| ---- | ---- |
| 519  | ↘513 |